# د. ألان بروملي
د. ألان بروملي (بالإنجليزية: David Allan Bromley)‏ هو فيزيائي وأستاذ جامعي أمريكي، ولد في 4 مايو 1926 في أونتاريو في كندا، وتوفي في 10 فبراير 2005 في نيو هيفن في الولايات المتحدة.